# اعداد فرشتگان / پا به جفت
«اعداد فرشتگان / پا به جفت» (به انگلیسی: Angel Numbers / Ten Toes) ترانه‌ای از خوانندهٔ آمریکایی کریس براون می‌باشد. این قطعه ترانهٔ آغازین یازدهمین آلبوم استودیویی براون که در ۱۰ نوامبر سال ۲۰۲۳ تحت عنوان ۱۱:۱۱ منتشر گردید، می‌باشد. این ترانه با وجود اینکه به‌عنوان تک‌آهنگ منتشر نشد، موفق‌ترین ترانهٔ آلبوم در جدول چندین کشور مختلف شد، از جمله بریتانیا، آلمان، هلند، ایرلند، فرانسه و سوئیس.  
موزیک ویدئوی «اعداد فرشتگان / پا به جفت» در ۱۴ فوریهٔ سال ۲۰۲۴ منتشر گردید.